# 버니 샌더스
버나드 "버니" 샌더스(영어: Bernard "Bernie" Sanders, 1941년 9월 8일 ~ )는 미국의 정치인이다. 스스로를 "민주사회주의자"라고 칭하며 미국 상원에서 유일한 민주사회주의다.
자신의 신념이 민주당과 맞지 않아 무소속으로 활동한다. 다만 민주당 간부 회의에 참석하는 등 민주당과 연계해서 활동하고 있다. 2010년 말에 부자 감세안의 통과를 비판하며 8시간 37분간 이뤄진 필리버스터로 화제를 모았다.
2015년, 주변인의 권유와 무소속 출마의 현실적 어려움 등을 이유로 민주당의 2016년 대선 경선에 뛰어들었다. 선거운동 과정에서 슈퍼팩을 거부하고 소액 모금운동을 하는 등 화제를 불러모았다.
각종 여론조사 등에서 민주당 대선 후보 경쟁자인 힐러리 클린턴과 경합하는 등 유력 주자로 부상하기 시작했다. 그러나 최종 지명을 받는데에는 실패하였다.

## 벌링턴 시장 (1981 - 1989)
4명의 후보가 겨루는 시장 선거에서 10표 차이로 간신히 당선되었다. 레이건 행정부 시절 우호적이지 않은 언론 및 비지지층의 비판 속에서, 공공지출을 확대하여 값싼 주택을 보급하고, 부동산 투기를 억제하며, 수변지구의 개발 계획을 취소해 더욱 많은 주민이 그 공간을 이용할 수 있도록 하는 등 서민 정책을 추진했던 것으로 알려져 있다.

## 미국 상원 의원 (2007 - )
민주사회주의자로 당선된 미국 최초의 상원의원이다.

## 주요 정책 및 정치적 입장

### 탄소세
버니 샌더스는 미 상원 환경공공사업위원회 위원장 바바라 복서 (민주·캘리포니아) 의원과 함께 미국 상원 최초의 탄소세 도입안을 2013년 발의한 2명의 의원 중 한 명이다. 해당 발의안은 탄광, 정유소 등 주요 오염원들에 대해 배출하는 탄소 1톤당 20달러의 세금을 부과하고 향후 10년간 매년 5.6%씩 부과율을 인상하는 내용이었다. 두 의원에 따르면, 탄소세로 향후 10년간 예산 1조 2000억달러를 조성할 수 있고, 그 중 3000억 달러는 국채 상환에 쓰일 계획이었다. 샌더스 의원실에 따르면, 탄소세로 거둔 세입은 에너지 효율 및 바람, 태양열 등 지속가능한 에너지 기술 개발에 투자된다. 석유, 석탄, 가스업체들이 탄소세 부담으로 인해 가격 인상을 시도할 경우에 대비하여, 소비자들이 이를 상쇄할 수 있도록 환급을 제공하는 것도 계획되어 있었다. 이에 대해 역시 환경공공사업위원회 소속인 데이비드 비터(공화·루이지애나) 의원은 "탄소세로 값이 올라가는 건 에너지 뿐만이 아니다. 미국내 거의 모든 시설물 가격이 상승할 것"이라며 발의안에 반대했다.

## 같이 보기
- 힐러리 클린턴
- 도널드 트럼프
- 조 바이든
- 벌링턴 (버몬트주)

## 역대 선거 결과
| 선거명      | 직책명                   | 대수  | 정당       | 득표율 | 득표수    | 결과 | 당락                   |
| ----------- | ------------------------ | ----- | ---------- | ------ | --------- | ---- | ---------------------- |
| 1972년 선거 | 상원의원 (버몬트 제1부)  | 92대  | 자유연합당 | 2.20%  | 1,571표   | 3위  | 낙선                   |
| 1972년 선거 | 버몬트 주지사            | 75대  | 자유연합당 | 1.15%  | 2,175표   | 3위  | 낙선                   |
| 1974년 선거 | 상원의원 (버몬트 제3부)  | 94대  | 자유연합당 | 4.13%  | 5,901표   | 3위  | 낙선                   |
| 1976년 선거 | 버몬트 주지사            | 76대  | 자유연합당 | 6.09%  | 11,317표  | 3위  | 낙선                   |
| 1981년 선거 | 벌링턴 시장              | 37대  | 무소속     | 43.43% | 4,030표   | 1위  | 벌링턴 시장 당선       |
| 1983년 선거 | 벌링턴 시장              | 37대  | 무소속     | 52.12% | 6,942표   | 1위  | 벌링턴 시장 당선       |
| 1985년 선거 | 벌링턴 시장              | 37대  | 무소속     | 56.09% | 5,760표   | 1위  | 벌링턴 시장 당선       |
| 1986년 선거 | 버몬트 주지사            | 77대  | 무소속     | 14.45% | 28,418표  | 3위  | 낙선                   |
| 1987년 선거 | 벌링턴 시장              | 37대  | 무소속     | 55.89% | 6,759표   | 1위  | 벌링턴 시장 당선       |
| 1988년 선거 | 하원의원 (버몬트 선거구) | 101대 | 무소속     | 37.50% | 90,026표  | 2위  | 낙선                   |
| 1990년 선거 | 하원의원 (버몬트 선거구) | 102대 | 무소속     | 56.00% | 117,522표 | 1위  | 버몬트주 하원의원 당선 |
| 1992년 선거 | 하원의원 (버몬트 선거구) | 103대 | 무소속     | 57.78% | 162,724표 | 1위  | 버몬트주 하원의원 당선 |
| 1994년 선거 | 하원의원 (버몬트 선거구) | 104대 | 무소속     | 49.90% | 105,502표 | 1위  | 버몬트주 하원의원 당선 |
| 1996년 선거 | 하원의원 (버몬트 선거구) | 105대 | 무소속     | 55.23% | 140,678표 | 1위  | 버몬트주 하원의원 당선 |
| 1998년 선거 | 하원의원 (버몬트 선거구) | 106대 | 무소속     | 63.40% | 136,403표 | 1위  | 버몬트주 하원의원 당선 |
| 2000년 선거 | 하원의원 (버몬트 선거구) | 107대 | 무소속     | 69.21% | 196,118표 | 1위  | 버몬트주 하원의원 당선 |
| 2002년 선거 | 하원의원 (버몬트 선거구) | 108대 | 무소속     | 64.26% | 144,880표 | 1위  | 버몬트주 하원의원 당선 |
| 2004년 선거 | 하원의원 (버몬트 선거구) | 109대 | 무소속     | 67.37% | 205,774표 | 1위  | 버몬트주 하원의원 당선 |
| 2006년 선거 | 상원의원 (버몬트 제1부)  | 110대 | 무소속     | 65.41% | 171,638표 | 1위  | 버몬트주 상원의원 당선 |
| 2012년 선거 | 상원의원 (버몬트 제1부)  | 113대 | 무소속     | 71.03% | 207,658표 | 1위  | 버몬트주 상원의원 당선 |
| 2018년 선거 | 상원의원 (버몬트 제1부)  | 116대 | 무소속     | 67.36% | 183,649표 | 1위  | 버몬트주 상원의원 당선 |
| 2024년 선거 | 상원의원 (버몬트 제1부)  | 119대 | 무소속     | 63.16% | 229,429표 | 1위  | 버몬트주 상원의원 당선 |